# Lamprozela metadesmia
Lamprozela metadesmia is een vlinder uit de familie van de Heliozelidae. De wetenschappelijke naam van de soort is voor het eerst geldig gepubliceerd in 1934 door Meyrick.